# دکترین شوک
دکترین شوک: ظهور سرمایه‌داری فاجعه (در انگلیسی: The Shock Doctrine: The Rise of Disaster Capitalism) نام کتابی است نوشتهٔ نائومی کلاین، دربارهٔ «دکترین شوک» و سوءاستفاده کورپوریشنها (ابرشرکت‌های چندملیتی) در استفاده از حوادثی چون، جنگ، حمله‌های تروریستی، کودتا و حوادث طبیعی که از آن به عنوان «شوک اول» یاد می‌کند. در مرحلۀ دوم، بنگاه‌ها و شرکت‌های بزرگ با استفاده از قدرت سیاسی و سیاست‌مداران وابسته به خود، با انجام طرحی برنامه‌ریزی شده و با کاشتن بذر ترس، از بُهت و پریشانی و سردرگمی مردم در آن لحظات استفاده کرده و «شوک دومی» را که چیزی جز تغییرات رادیکال اقتصادی و سیاسی نیست به وجود می‌آورند. در این میان افرادی که با موج دوم شوک، به مقابله برمی‌خیزند با «شوک سومی» که شامل پلیس، ارتش، زندان و بازجوئی است روبه‌رو و سرکوب می‌شوند.
چاپ اول کتاب در سال ۲۰۰۷ میلادی در ۶۷۲ صفحه و با جلد سخت منتشر شد. این کتاب به فارسی ترجمه شده و توسط انتشارات آمه در ایران به چاپ رسیده‌است.
این کتاب دستاورد سفرهای ۳ سالۀ نائومی کلاین و دستیارش از سال ۲۰۰۴ تا ۲۰۰۷ به کشورهای مختلف قربانی شوک‌درمانی برای آشنایی نزدیک با چگونگی پیاده کردن برنامه‌های سرمایه‌داری بنیادگرا و مسائل ناشی از آن بوده‌است.
نائومی کلاین در این کتاب بیان می‌کند اجرای برنامه‌های اقتصادی نولیبرالی، از جمله نسخه‌های تجویزی صندوق بین‌المللی پول و بانک جهانی، نیازمند این بوده‌است که جامعه از طریق شوک، وادار به اطاعت و پذیرش برنامه‌هایی شود که در شرایط عادی برای توده‌های مردم بسیار نامطلوب است. کلاین بهره بردن پینوشه (دیکتاتور معروف آمریکای جنوبی)، از توصیه‌های اقتصادی مستقیم فریدمن و شاگردانش، پس از کودتا در شیلی را به عنوان واقعیتی تاریخی، دستمایۀ این دیدگاه قرار می‌دهد که نظام سرمایه‌داری و مکانیزم اقتصاد بازار تنها توسط سرکوبگران و دیکتاتورها به اجرا در می‌آید.
برخی مرورکنندگان، کتاب را به‌خاطر آنچه آنان ساده‌سازی بیش از حد پدیده‌های سیاسی می‌بینند مورد انتقاد قرار داده‌اند، در حالی که دیگران آن را به عنوان اثری متقاعدکننده و مهم ستوده‌اند. کتاب از منابع اصلی فیلم مستندی با عنوان مشابه بود که در سال ۲۰۰۹ توسط مایکل وینترباتم ساخته شد.

## واکنش‌ها

### مطلوب
پال بی فرل از داو جونز استدلال کرد دکترین شوک «شاید مهم‌ترین کتاب در اقتصاد در قرن ۲۱ام باشد.» جان گری در گاردین, آن را یکی از «معدود کتاب‌هایی که واقعاً به ما در فهم حال کمک می‌کند» خواند و این اثر را «هم به موقع و هم تکان دهنده» توصیف کرد. ویلیام کاوینسکی از سان فرانسیسکو کرونیکل نثر کلاین را تحسین کرد و نوشت که او «ابر روایت عصر ما را فاش کرده باشد.» در آیریش تایمز, تام کلونن گزارش کرد که او به‌طور سازمان یافته و با آرامش به خواننده نشان می‌دهد چهره‌های نومحافظه‌کاری چگونه به وقایع عظیمی که «منجر به مرگ میلیون‌ها نفر شد» پیوند خورده‌اند.

### ترکیبی
جوزف استیگلیتز، برنده جایزه نوبل در اقتصاد و اقتصاددان ارشد پیشین بانک جهانی مروری بر این کتاب در نیویورک تایمز نوشت. او مقایسه شوک درمانی اقتصادی و آزمایش‌های روانشناسانه انجام شده توسط ایون کمرون را «بیش از حد دراماتیک و غیر قانع کننده» خواند و مدعی شد «کلاین دانشگاهی نیست و نمی‌توان او را به این عنوان مورد قضاوت قرار داد. خیلی جاها در کتاب او وجود دارد که او بیش از حد ساده‌سازی می‌کند». او همچنین گفت که «موارد مخالف این سیاست‌ها حتی از آنچه کلاین استدلال می‌کند قوی تر است» و «کلاین شرحی غنی از دسیسه‌های سیاسی و تلفات انسانی‌ای به دست می‌دهد که برای اجبار کردن سیاست‌های اقتصادیِ ناخوشایند بر کشورهای مقاوم ضرورت می‌یافت». شاشی تارور در واشینگتن پست می‌گوید که دکترین شوک انتقاد کلاین از سرمایه‌داری را یک گام مهم به جلو می‌برد. او همچنین گفت که کلاین «در جایی که دیگران ممکن است چیزی بیش از الگوی کاملاً انسانی آشوب و گیجی، نیت‌های نیک و طمع نبینند، بیش از حد آماده توطئه بینی است».

### نامطلوب
در نقد کتاب لندن, استیون هلمز دکترین شوک را خام دانسته و مورد انتقاد قرار داده، و بر این نظر است که این کتاب «راست آیینی بازار آزاد را با رفتار یغماگرانه ابرشرکت‌ها» مخلوط کرده‌است. جان ویلمن از فایننشال تایمز کتاب را «یک اثر عمیقاً معیوب که پدیده‌های مجزا را با هم ترکیب می‌کند تا یک استدلال فریبنده -ولی غیرصادقانه- بیافریند» خوانده‌است. تام ردبرن در نیویورک تایمز می‌گوید که «آنچه او بیش از حد نسبت به آن کور است نقش لازم سرمایه‌داری کارآفرینانه در فائق آمدن بر گرایش ذاتی هر نظام اجتماعی به فرورفتن در رکود است». جاناتان چیت در نیو ریپابلیک نوشت که کلاین به طرز شوک آور (ولی با توجه به جایگاه او غیرتعجب آوری) توجه اندکی به ایده‌های راست گرایانه می‌دهد. کلاین تأیید می‌کند که نومحافظه‌کاری در مرکز پروژه جنگ عراق قرار دارد، ولی به نظر می‌رسد که نمی‌داند نومحافظه‌کاری چیست؛ و تلاش هم نمی‌کند که بفهمد. رابرت کول از تایمز گفت، «کلاین مجموعه سرمایه‌داری فاجعه' و سودها و خصوصی‌سازی که همراه آن است را مذمت می‌کند ولی نقد منسجمی از اصول بازار آزاد ارائه نمی‌کند، و بدون این دکترین شوک به داستان‌هایی درهم و برهم که اغلب نگران‌کننده، و گاه جالب و بعضی اوقات عجیب و غریبند تنزل می‌کند».
اقتصاددان تایلر کاوئن، که استدلال‌های کلاین را مسخره خوانده و کتاب را «یک فاجعه اقتصادی واقعی» خوانده، می‌گوید کتاب دربرگیرنده «رشته ادعاهایی ساختگی است، مثلاً وانمود می‌کند که مارگارت تاچر بحران جزایر فالکلند را ایجاد کرده تا سندیکاها را سرکوب کند و سرمایه‌داری بدون محدودیت را به جامعه نامشتاق بریتانیا قالب کند». یوهان نوربرگ از مؤسسه لیبرترین کیتو از کتاب انتقاد می‌کند و می‌گوید «تحلیل کلاین در تقریباً هر سطحی به‌طور نومیدکننده ای مشکلدار است». نوربرگ با جزئیات تحلیل این کتاب مشکل دارد مثل سرکوب اعتراضات میدان تیان‌آن‌من توسط دولت چین. او استدلال می‌کند، که خود این سرکوب، برخلاف سوق دادن مخالفان به سوی اصلاحات حامی بازار (آنطور که کلاین باور دارد)، باعث‌شد آزادسازی سال‌ها عقب بیفتد. کلاین در وب‌سایت خود پاسخ‌داد که نوربرگ و چیت، هردو موضع او را به‌غلط نمایانده‌اند. کلاین نوشت که نوربرگ با این ادعا که کتاب او دربارهٔ یک نفر، فریدمن، است درحالی که در واقع دربارهٔ یک «روند ایدئولوژیک چندوجهی است» مغالطه پهلوان‌پنبه کرده‌است. نوربرگ دوباره پاسخ داد که کلاین «در واقع فقط از یکی از ادعاهای مرکزی که من از آن انتقاد کردم دفاع کرد. در عوض او وانمود می‌کند که من فقط سعی کرده‌ام در اینجا و آنجای کتاب او ایرادات کوچک پیداکنم». او گفت که اعدادی که کلاین در پاسخ خود ارائه کرد روشن کرد که «آمار در استدلال اصلی او آشغال است».